# 六问奥义书
六问奥义书（或寫爲），又譯為疑問奧義書，奥义书之一，古印度婆罗门教的重要著作。该书是印度教的实际创始人商羯罗亲自注释过的“主要奥义书”（Mukhya Upanishad）之一。

## 概述
如同书名，该书围绕着六个问题展开：
1. 宇宙的起源；
2. 生命活力对于人体的关键性；
3. 生命活力的来源和作用；
4. 人的梦境；
5. “唵”声止观；
6. 人身之十六分。[1]

提出问题的六个人分别是：
1. 婆罗多洼遮之子苏凯也沙；
2. 奢毗之子萨蒂耶羯摩；
3. 迦基亚的后代缫利耶衍尼；
4. 阿施婆罗之子考沙梨耶；
5. 维达婆国的婆迦婆；
6. 羯帝耶之子羯般底。